# Catharijnepoort (Dordrecht)
De Catrijnepoort is een stadspoort in de Zuid-Hollandse stad Dordrecht. De poort staat aan de Hooikade langs de Oude Maas en vormt de afsluiting van de Korte Engelenburgerkade. Het is een van de twee overgebleven stadspoorten van Dordrecht; de andere is de Groothoofdspoort. In het monumentenregister staat de poort vermeld als Catharijnepoort.
De Catrijnepoort werd gebouwd in 1652, tegelijk met haar tweelingzus, de Annapoort, aan het andere eind van de Hooikade, als afsluiting van de Mazelaarsstraat. De Annapoort is in 1869 afgebroken. Ze werden gebouwd als versiering na het graven van het Maartensgat (vanaf 1647) en de aanleg van het omliggende terrein. Ze hadden geen defensieve functie en ze zijn ook nooit deel van een stadsmuur geweest.
De oudste vermelding stamt uit 1655 als "St. Catarine poort". Het is echter onwaarschijnlijk dat in het protestantse Dordrecht de poort de naam van de heilige Catharina droeg. Mogelijk is de poort vernoemd naar Christina Pijl, de vrouw van burgemeester Cornelis van Beveren, waarbij de naam via Kerstyne is verbasterd tot Catryne, zoals in de vermelding uit 1665 ("cateryne poort").

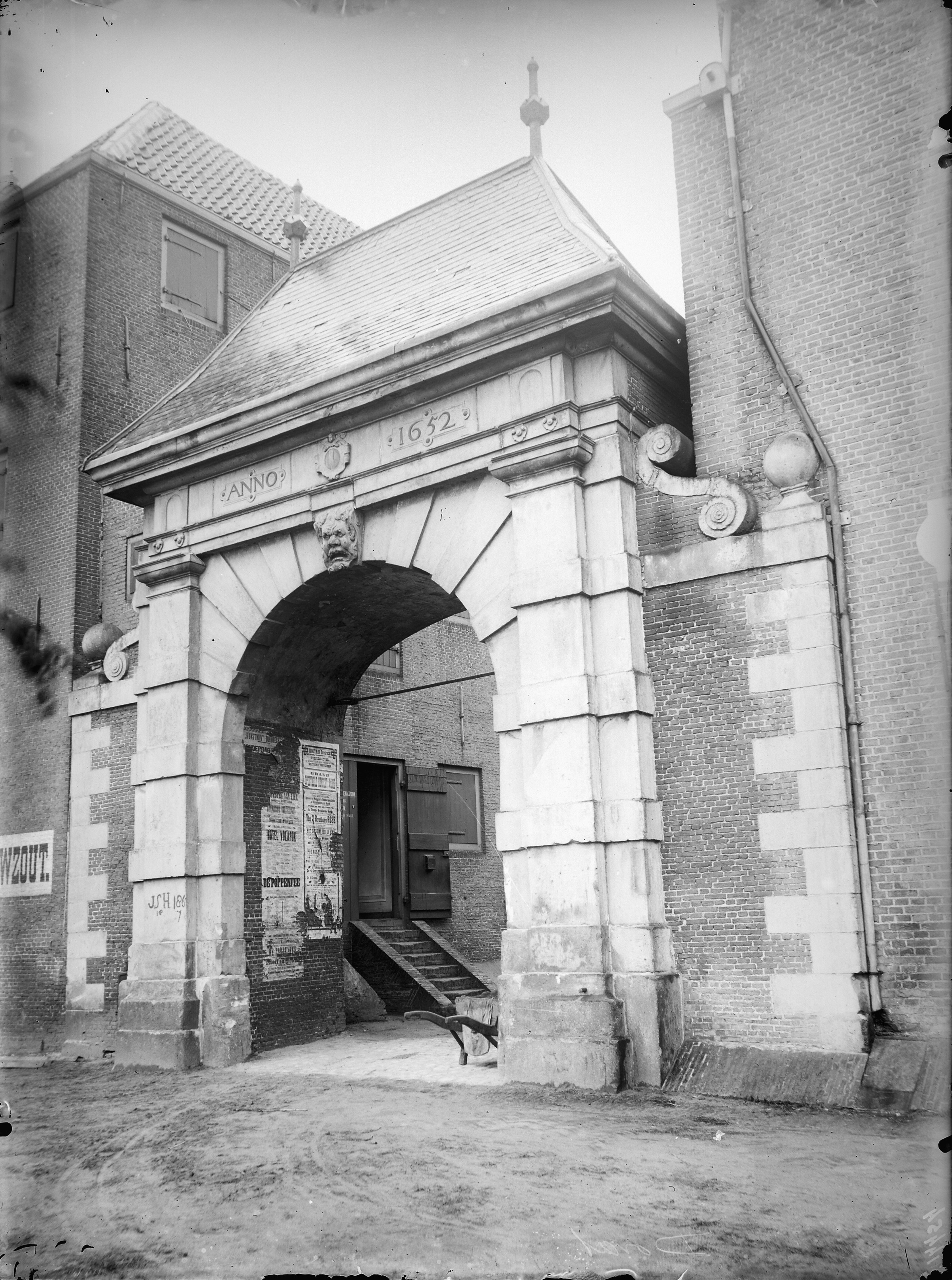
Oude foto van de Catrijnepoort aan de Hooikade
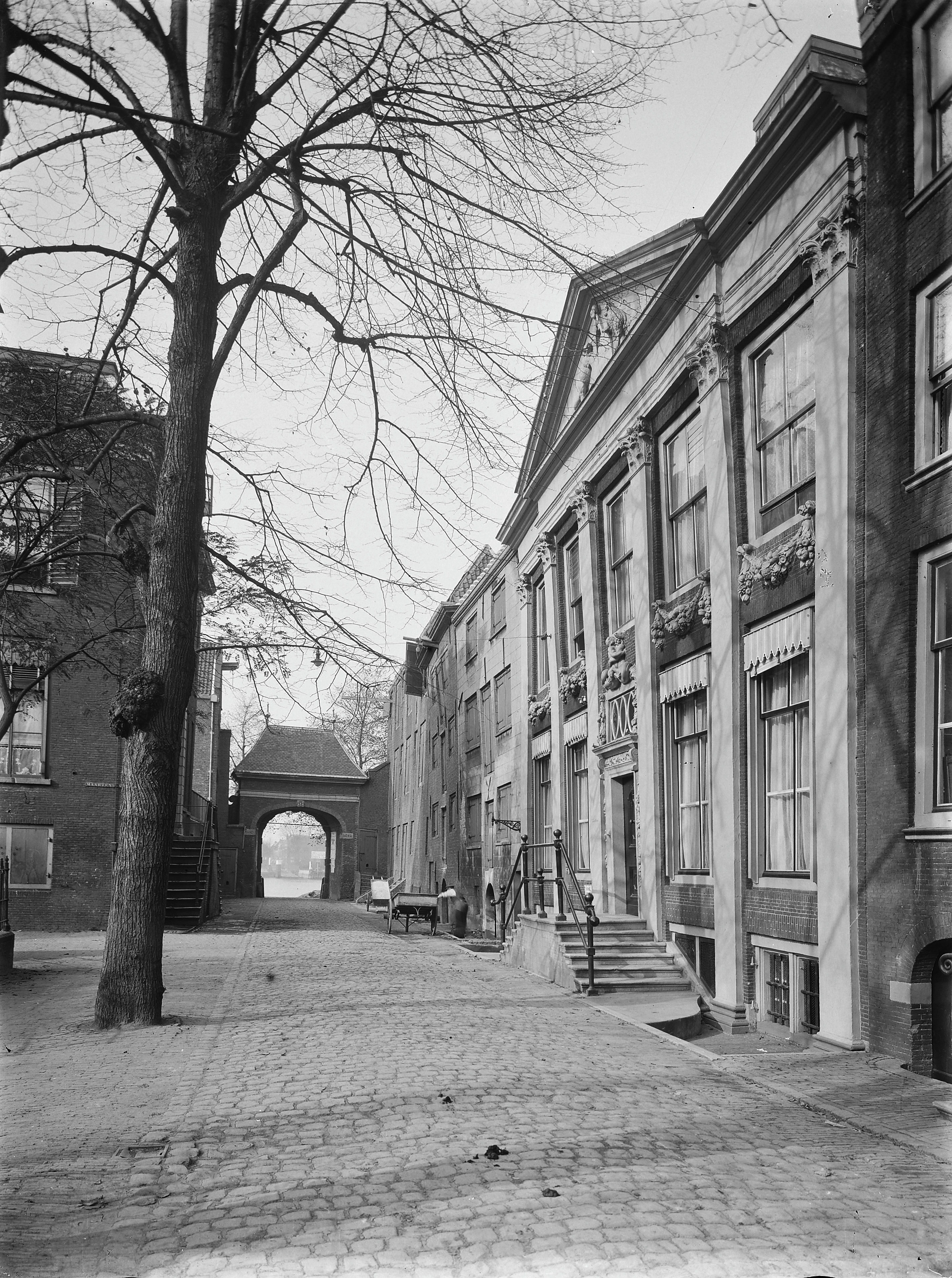
Korte Engelenburgerkade met Catrijnepoort in 1921 (foto: C.J. Steenbergh, RCE)
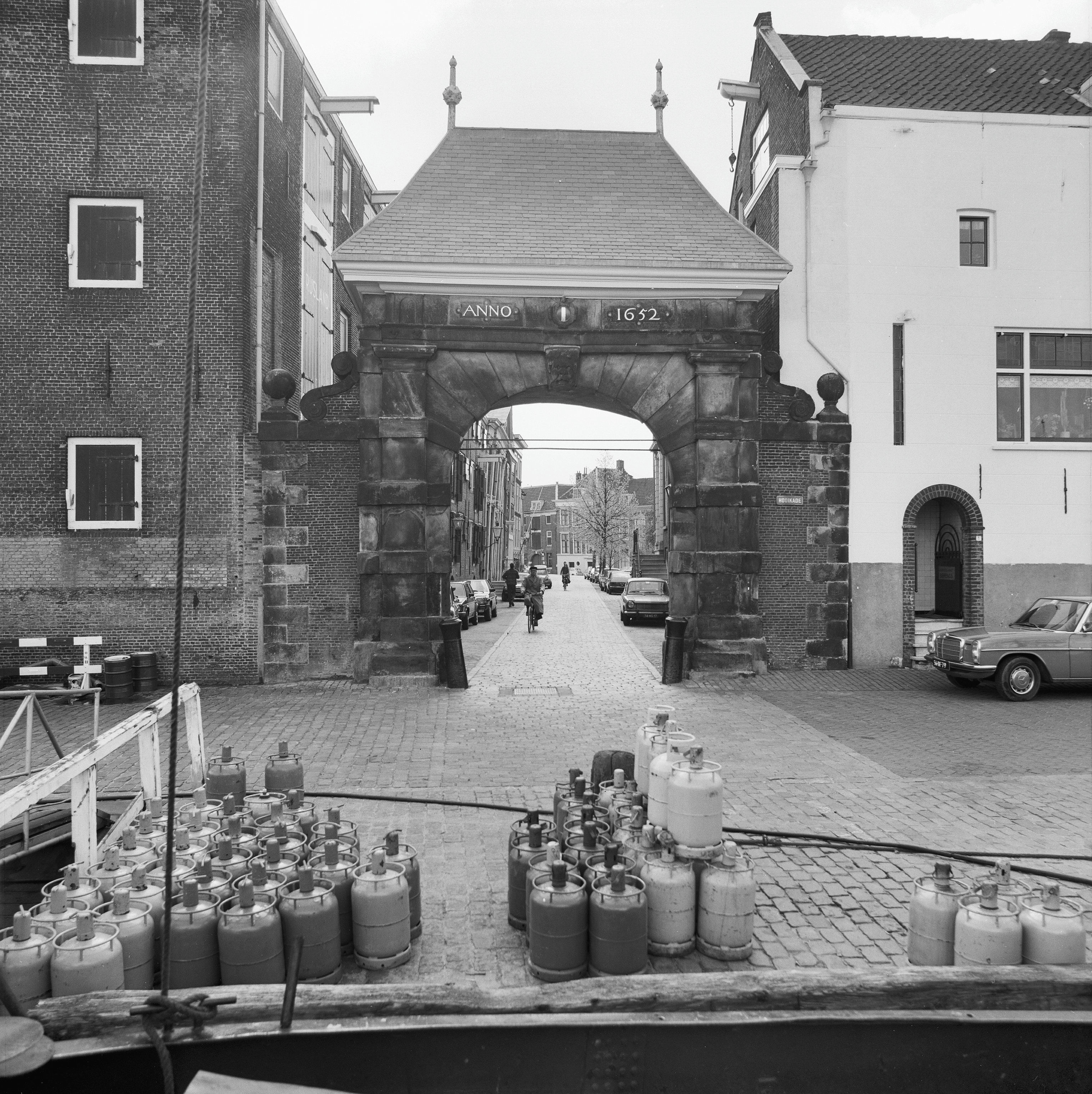
Catrijnepoort vanaf de Hooikade in 1979 (foto: Gerard Dukker, RCE)